# Indentazione strumentata
L'indentazione strumentata è una tecnica (IIT - Instrumented Indentation Testing), non distruttiva, relativamente nuova in grado di aumentare notevolmente le capacità delle tradizionali tecniche di misurazione della durezza grazie al monitoraggio in modo continuo del carico e della profondità di affondamento nel materiale del penetratore.

## Caratteristiche generali
Lo sviluppo della tecnologia soprattutto nel campo dell'elettronica, dei sensori (o trasduttori ) di posizione (induttivi LVDT o capacitivi) e di forza (celle di carico) ad alta risoluzione ha permesso di passare dalla misurazione della durezza, effettuate storicamente con prove che coinvolgevano solo un dato o poco più, a prove che coinvolgono dati di posizione e forza monitorati con continuità durante tutta la durata dell'esperienza di indentazione.
Sostanzialmente tutte le prove riguardanti la durezza sono basate su un'impronta lasciata da un materiale più duro e di forma appuntita (che costituisce il penetratore) su una parte omogenea e liscia del materiale di cui si vuole misurare la durezza, ma solo con una prova di indentazione strumentata il processo può essere monitorato con continuità. 

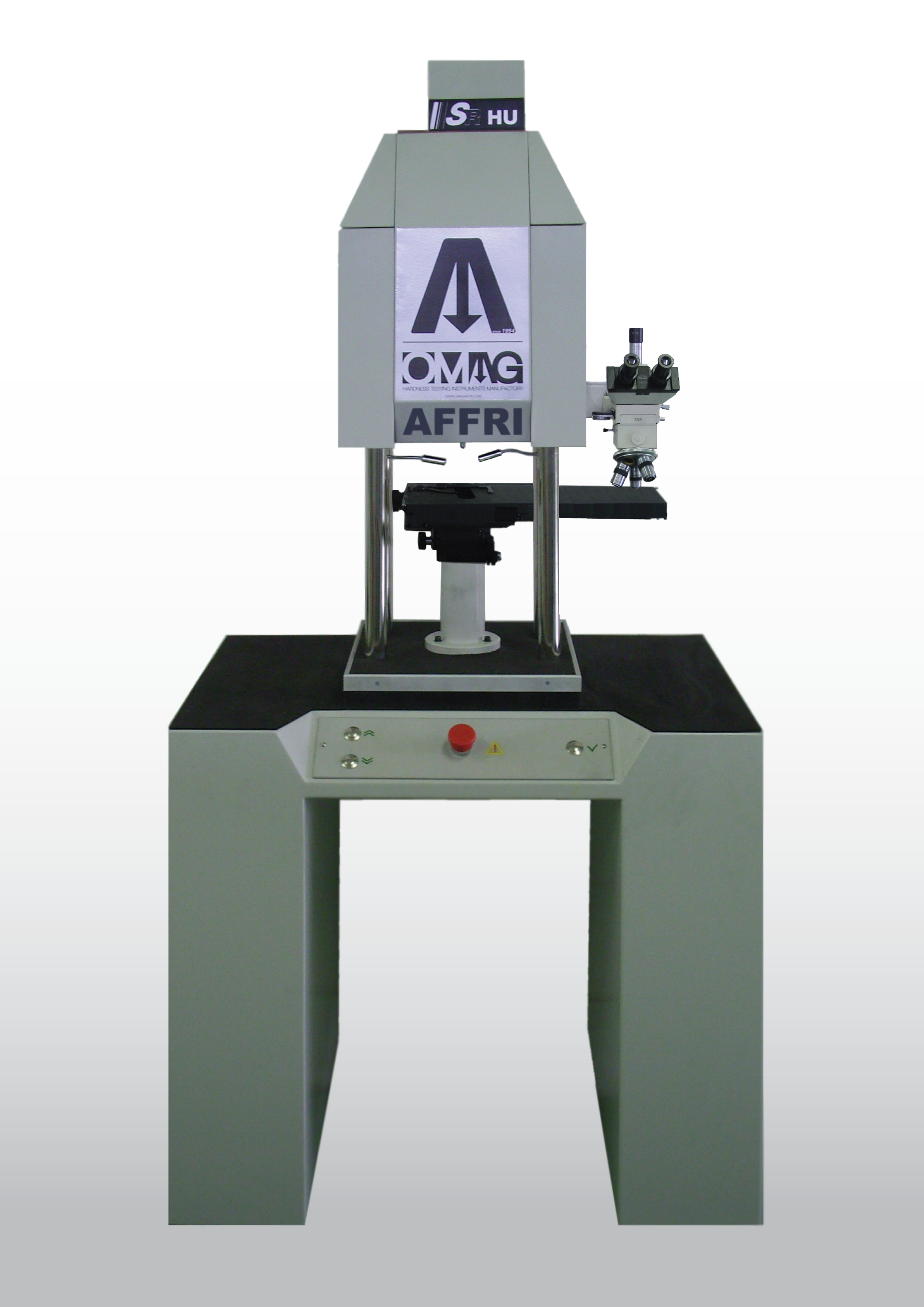
Vista frontale della Macchina di ultima generazione SRHU09 dell'azienda OMAGAffri per effettuare prove di Indentazione Strumentata

Le tecnologie attuali permettono di monitorare la prova con frequenza di campionamento dei dati che vanno da qualche Hertz (Hz) a 1 kHz per le macchine tecnologicamente più avanzate.
In  particolare poi, per la caratterizzazione meccanica di compositi metallo-ceramici e di altri materiali innovativi, l'indentazione strumentata è l'unica soluzione proponibile per rapidità di esecuzione ed l'economia dei costi delle prove; difficoltà di esecuzione e costi di produzione scoraggiano infatti l'esecuzione di prove meccaniche tradizionali che richiedono provini in numero e dimensioni proibitive in questi contesti.
L'indentazione strumentata richiede solo piccole porzioni di materiale,  risulta essere una prova non distruttiva, non richiede particolari provini da laboratorio e può essere effettuata direttamente "in situ".

## Fasi della prova
L'esito di una prova di indentazione strumentata è sostanzialmente una curva che mette in relazione la forza applicata con la profondità di penetrazione.
Le fasi principali in cui possiamo dividere una prova di indentazione strumentata sono:
1. fase di avvicinamento
2. fase di contatto tra penetratore e materiale
3. fase di carico in cui entro un determinato tempo il dispositivo di forza raggiunge il valore massimo e di conseguenza si raggiunge la massima penetrazione nel materiale
4. fase di mantenimento: anche questa di durata prefissata consiste nel mantenere il carico di forza al valore massimo (controllo di forza)
5. fase di scarico: sempre di durata prefissata, questa fase permette al sistema di diminuire il carico di penetrazione sino a riportarsi ai valori nulli di forza e di penetrazione

Le evidenti isteresi del materiale non permettono al sistema di passare al ritorno (fase di scarico) dagli stessi stati che hanno caratterizzata l'andata (fase di carico). Si origina in questo modo una tipica curva detta "a pinna di squalo"

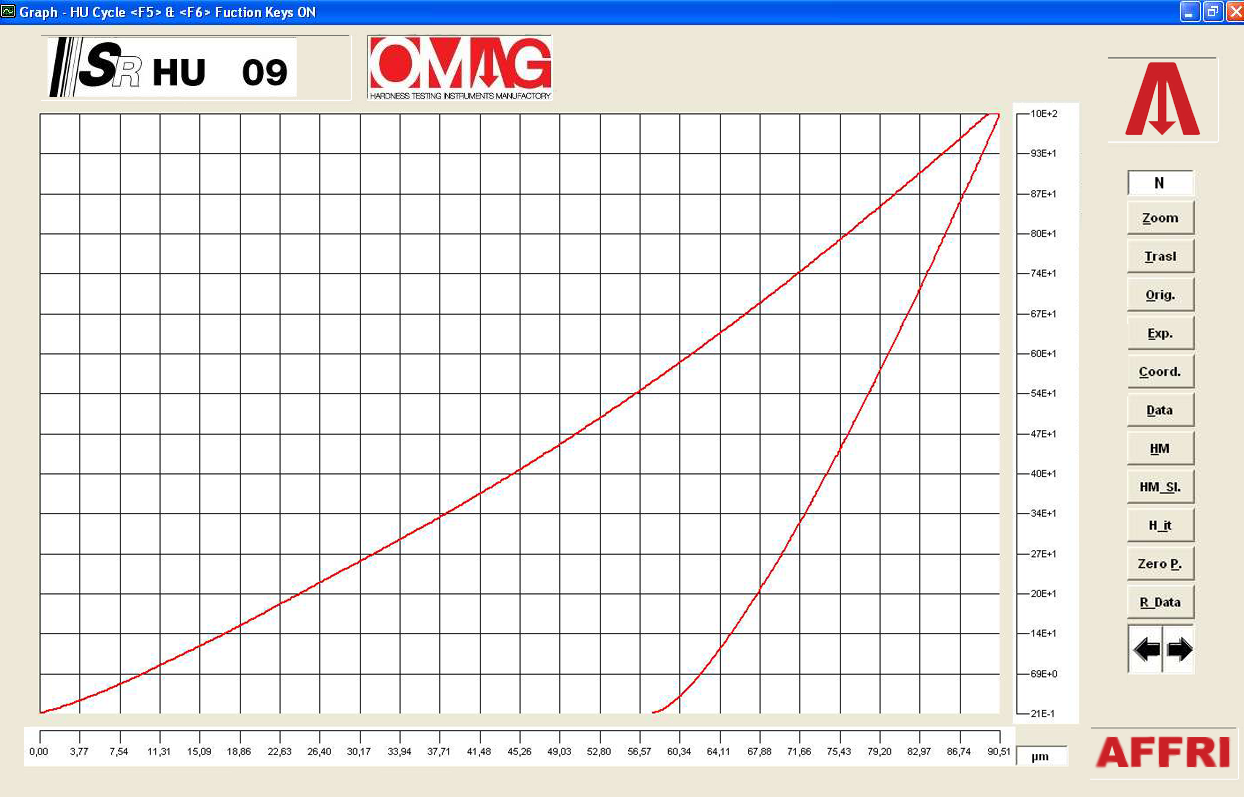
Esempio di Curva di Indentazione ottenuta con la Macchina SRHU09 dell'azienda [http://www.omagaffri.com OMAGAffri

Applicando alla curva di indentazione appositi algoritmi ed apposite analisi statistiche dei dati, la prova di indentazione strumentata ha permesso di oltrepassare le classiche misurazioni della durezza per arrivare ad una classe di nuove misurazioni della durezza che vanno sotto il nome complessivo di durezza universale (Universal Hardness).

## Misurazione tradizionale della durezza
La durezza dei materiali è solitamente definita come la resistenza che un materiale oppone a farsi improntare, cioè a farsi deformare un modo plastico e quindi permanente, sotto l'azione di un altro corpo di forma definita, generalmente piramidale o sferica, più duro, chiamato penetratore.
Nelle prove di tipo tradizionale 
(Rockwell, 
Vickers e 
Brinell) la durezza viene valutata soltanto dopo la rimozione del carico applicato.
Nei casi delle prove Vickers e Brinell, dopo la rimozione del carico applicato, vengono misurate otticamente le impronte rilasciate dal penetratore; per la prova Rockwell viene misurato l'affondamento plastico effettuato dal penetratore. Per quest'ultima la prova deve essere condotta applicando carichi precisi fissati dalla normativa.

## Limiti della misurazione tradizionale della durezza
Le prove Rockwell presentano spesso inadeguatezza in riferimento ai carichi, in genere troppo elevati, soprattutto se la misurazione deve essere effettuata localmente in zone ristrette che interessano quindi solo porzioni limitate del materiale.
Tutte le prove Vickers, Rockwell e Brinell ignorano completamente gli effetti delle deformazioni di tipo elastico che il materiale subisce sotto la spinta del penetratore.
Nelle prove Vickers e Brinell la misurazione ottica dell'impronta comporta, inevitabilmente, l'introduzione di ulteriori incertezze nella procedura, a volte di difficile valutazione, poiché oltre alle incertezze strettamente legate ad ogni processo di misurazione si dovrebbe tener conto anche degli errori sistematici di più difficile determinazione.
In più l'impiego delle tecniche classiche per la misurazione della durezza, nell'ambito della caratterizzazione meccanica di materiali quali i compositi metallo-ceramici, potrebbe rivelarsi svantaggiosa considerate le difficoltà ed i costi associati alla produzione ed alla lavorazione di questi compositi. Al contrario, l'utilizzo di prove Indentazione Strumentata, consente di avere una prova rapida, economica e di tipo   NON-DISTRUTTIVO.

## Necessità della durezza universale
La buona indipendenza del valore della durezza dalle entità del carico applicato che si ottiene utilizzando un penetratore Vickers o Berkovich (entrambi piramidali) per la misurazione della durezza, suggerisce così un metodo ottimale per ottenere tale misurazione: utilizzare un sistema automatico per rilevare la profondità di affondamento e l'entità del carico applicato. Il metodo risulta così conveniente per la velocità di esecuzione e le precisione dei riferimenti. 
La realizzazione di tale soluzione è divenuta ora possibile grazie alle tecnologie ed agli strumenti esistenti idonei a valutare e a registrare istante per istante i valori delle grandezze (forza-spostamento) in gioco permettendo così anche alla norma (ISO-14577) di ottenere, mediante elaborazione di appositi algoritmi, la valutazione di almeno tre grandezze:
- Durezza Martens o Durezza Universale  HM
- Durezza Martens Modificata o Durezza Universale Modificata HMS

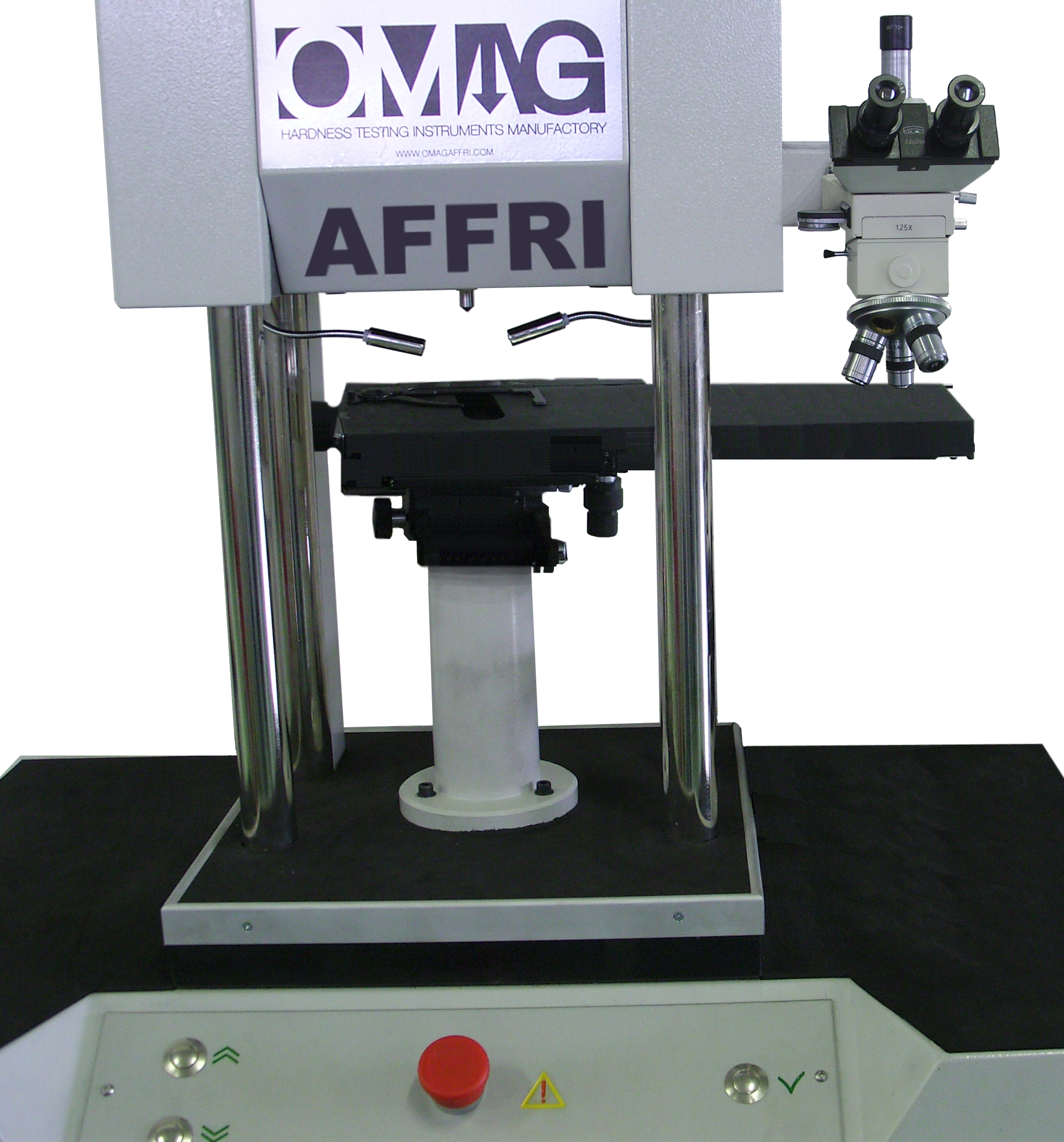
Dettaglio della Macchina di ultima generazione SRHU09 dell'azienda OMAGAffri per effettuare analisi HU su prove di Indentazione Strumentata

- Durezza Strumentata  Hit